# Represión sexual
El término represión  sexual se refiere a un estado psicofísico que contiene a la persona en la expresión y realización de su sexualidad. Se asocia a menudo con sentimientos de culpa o vergüenza asociados a los impulsos sexuales. Sin embargo, el término presenta un fuerte carácter subjetivo porque la definición de cada caso depende de los sistemas culturales, morales, sociales e, incluso, de decisiones personales.

## Carácter cultural de la represión sexual
Lo que constituye o puede constituir represión sexual tiene un carácter subjetivo y puede variar radicalmente dependiendo de las culturas, los distintos sistemas morales y la trayectoria social y personal del individuo. Muchos críticos de las religiones han acusado a estas de fomentar la represión sexual.

### Represión sexual religiosa
Algunos analistas consideran que muchos sistemas religiosos han fomentado la represión sexual en diversos grados siendo el mejor ejemplo de esto la promoción de las prácticas del celibato al interior de sus comunidades. Sin embargo, muchas de estas acusaciones desatienden que este tipo de prácticas pueden responder por decisiones religiosas como se presenta entre los sacerdotes católicos, los monjes budistas y otras religiones; filosófica como la opción de Platón por el estado celibatal; social como se presenta en quienes optan por dicho estado como opción personal. Las opciones célibes de pensadores, escritores, artistas o líderes, son menos conocidas que la de los religiosos, pero no por ello menos significativas.
Lo común es que el estado celibatal sea voluntario, pero también puede ser inducido o forzado como en el caso histórico de los esclavos. Además, ha de sumarse que muchos otros pueblos incorporaron prácticas similares o que podrían calificarse de célibes como fueron los casos de las vírgenes del sol incaicas y las sacerdotisas vestales en la antigua Roma. Por tanto, las críticas hacia aquellos que ven en las tradiciones cristianas o islámicas como factores significativos hacia al represión sexual de la sociedad han sido graduadas.
China es un buen ejemplo de como un país con una fuerte presencia de agnosticismo o ateísmo las restricciones sexuales no pueden culparse a las religiones como causantes porque dichas limitaciones responderían a otros motivos como pueden ser demográficos. Las políticas reproductivas instaladas bajo la administración de Mao, más tarde fueron reemplazadas por políticas demográficas. Ahora bien, la China moderna ha comenzado a tener una actitud de más apertura con los temas sexuales.

## Estudios sobre la represión sexual

### Sigmund Freud
Sigmund Freud llamó fuentes del Nilo a su descubrimiento de que el origen de los trastornos psíquicos se hallaban en la vida sexual de los pacientes. Fue el primero en utilizar y desarrollar con amplitud el término represión sexual. Argumentó que se trataba de una de las raíces de muchos de los problemas de la sociedad occidental. Freud creía que los instintos naturales hacia la sexualidad son muy fuertes y han sido reprimidos con el fin de cumplir las restricciones que impone una vida civilizada en sociedad.
Sin embargo, no han faltado críticas a las ideas de Freud sobre la represión. De acuerdo con el terapeuta sexual Bernard Apfelbaum, Freud no basó sus argumentos en la sexualidad innata de la gente ni la fuerza del deseo sexual, sino en su debilidad.

### Michel Foucault
El historiador de las ideas y filósofo francés Michel Foucault publicó antes de su muerte tres volúmenes de su Historia de la sexualidad. En ellas describe la evolución histórica de la represión sexual.
El primero, La voluntad de saber, de 1976, se sitúa en los dos siglos XVIII y XIX; trata del funcionamiento de la sexualidad en relación con la emergencia del bio-poder, el "control total sobre los cuerpos vivos", es decir, todas las políticas económicas, geográficas y demográficas que establece el poder para el control social. El poder se encuentra difuso, fragmentado, deslocalizado, es ubicuo, e impregna todas las relaciones sociales. Foucault ataca las "hipótesis represivas", la creencia común de que hemos "reprimido" nuestros impulsos sexuales desde el siglo XVII. Y propone una visión de la sexualidad como "promovido" a través de la construcción discursiva del sexo. Sin embargo, esta supuesta libertad sexual se enfrenta continuamente al "control sobre los cuerpos vivos", y el derecho de espada, la muerte, típica de sociedades disciplinarias, ha cedido el paso a la "interiorización de la norma", mecanismos más acordes con las sociedades de control en las que vivimos. Por tanto, el autor concibe el discurso sexual y la libertad sexual "lograda" en las últimas décadas (o sencillamente deseada por aquellos que defienden la libertad) como un dispositivo falso, que pretende distraer de lo que debe ser verdaderamente objeto de lucha en nuestra sociedad: el control sobre nuestros propios cuerpos, sobre nuestros deseos y pasiones.
Las obras El uso de los placeres y La inquietud de sí, de 1984, en cambio, tratan sobre el uso del cuerpo y su moral ascética en la Antigüedad griega y romana. Un cuarto volumen, que abordaba ya la era cristiana, estaba concluido desde antes. Sin embargo, como no se adecuaba al lenguaje de los anteriores, no se permitió su publicación.

### Feminismo
La represión sexual se considera uno de los problemas más importantes desde la perspectiva de todas las corrientes de feminismo, en especial desde el feminismo radical.

### La represión sexual en varios países
Muchos países han desarrollado una actitud de apertura hacia la sexualidad, pero en otros se ha mantenido, incluso, aumentado la actitud de mantener controlada las manifestaciones de las personas en torno a su sexualidad.